# Hermodice carunculata

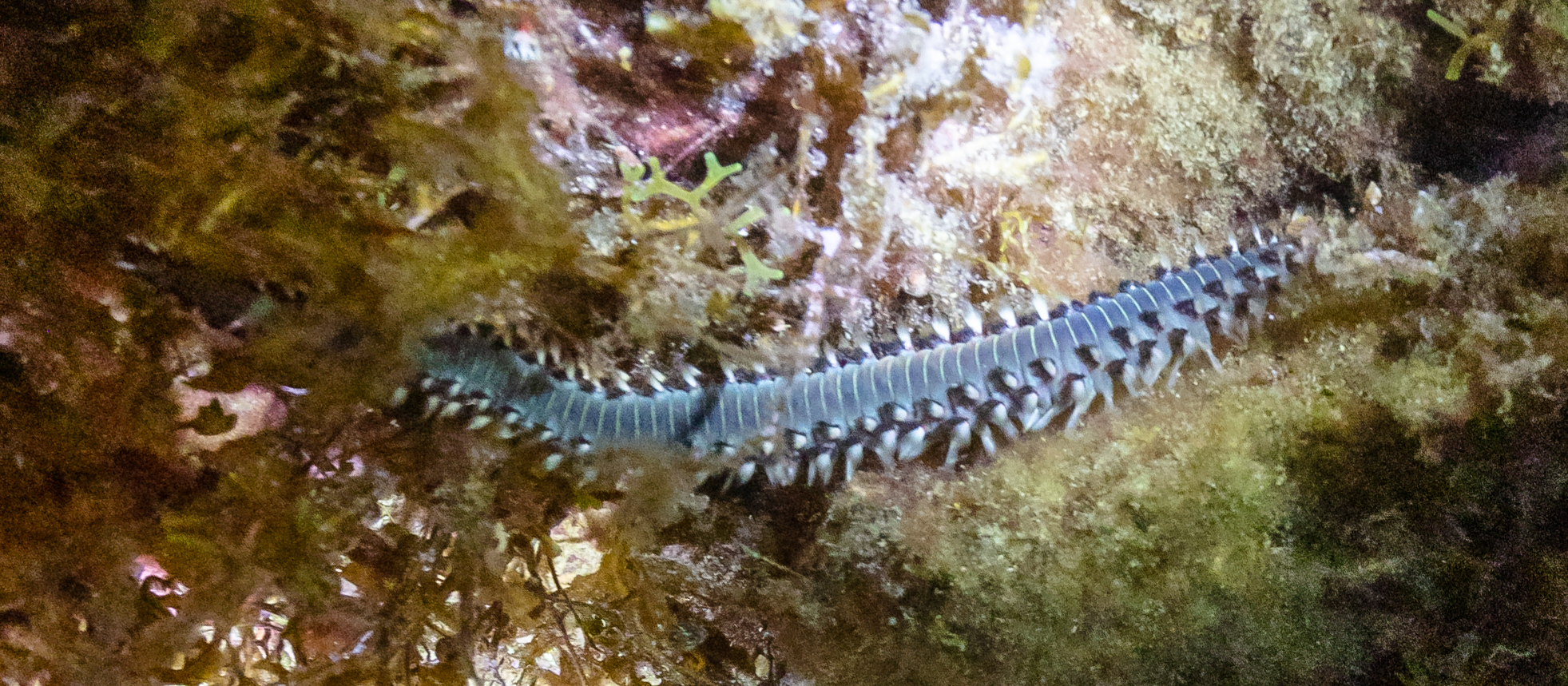
Verme-de-fogo na costa da Malta

Hermodice carunculata, comummente conhecido como verme-de-fogo é uma espécie de anelídeo marinho, pertencente à classe dos poliquetas  e à família Amphinomidae.
Caracteriza-se pelo corpo achatado, seccionado em metâmeros de coloração avermelhada com compridos fascículos de sedas urticantes esbranquiçadas, que pode ascender até aos quinze centímetros de comprimento.
Trata-se de uma espécie coralívora, que se alimenta dos pólipos dos corais.
A autoridade científica da espécie é Pallas, tendo sido descrita no ano de 1766.
Trata-se de uma espécie presente no território português, incluindo a sua zona económica exclusiva.